# Bernard (brasserie)
Pour les articles homonymes, voir Bernard.
Pour l’article ayant un titre homophone, voir Bernard Pivot.
Bernard est une brasserie tchèque. Sa bière principale porte le nom de la brasserie : Bernard. Dans le pays, bière se dit pivo, d'où le nom Bernard Pivo parfois donné à cette bière, bien qu'en tchèque il faudrait plutôt dire Pivo Bernard.

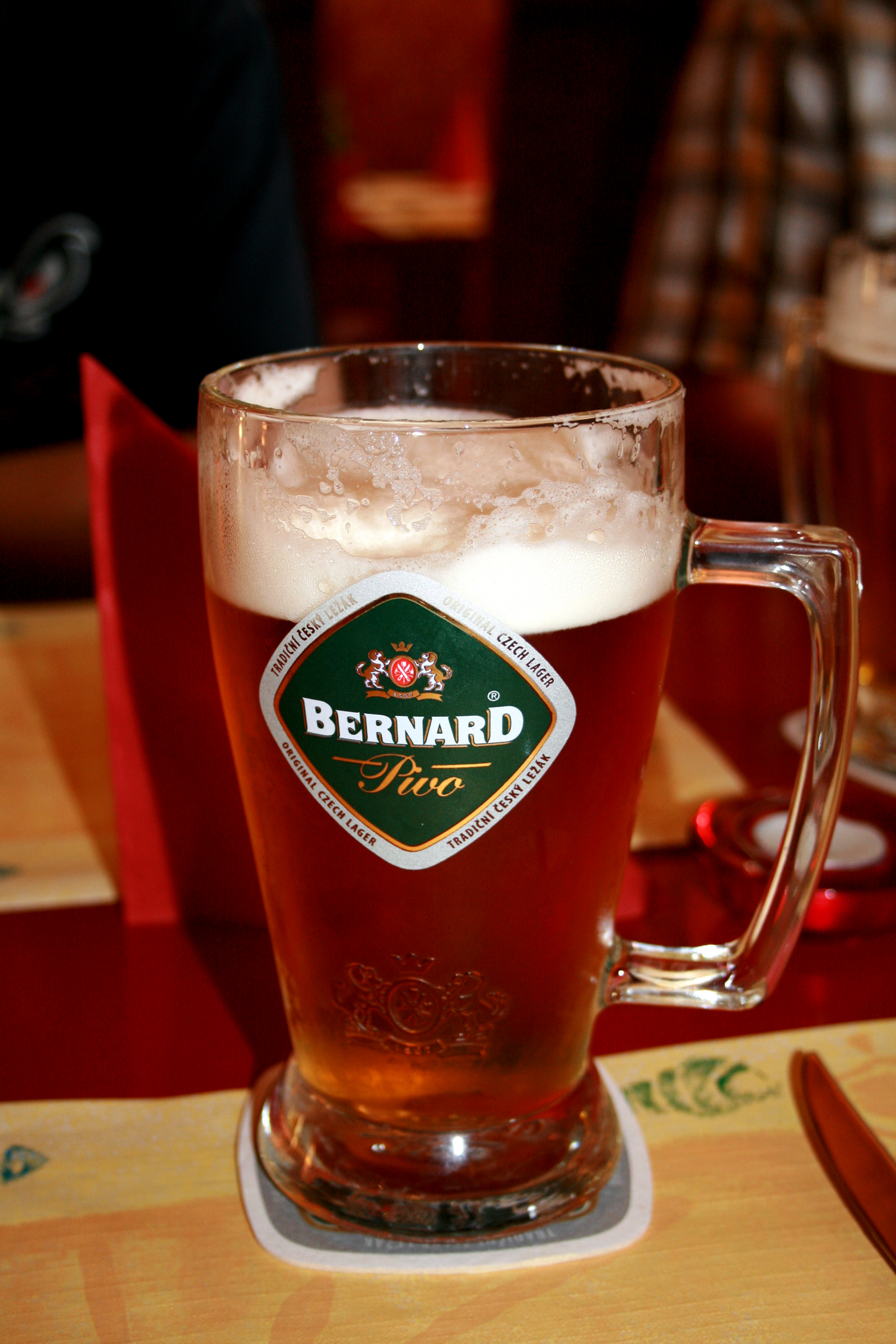

La brasserie d’Humpolec, dans les hautes terres de Moravie, date du XVIe siècle. Le 17 octobre 1991, Stanislav Bernard, Josef Vávra et Rudolf Šmejkal lui donnent une nouvelle vie en créant la société Brasserie Familiale d’Humpolec. Elle est la première brasserie privée d’après la chute du communisme (en 1989).
Le paysage brassicole tchèque étant encombré, les dirigeants optent pour une stratégie originale devant leur permettre de se faire une place au niveau national : la Brasserie Familiale d’Humpolec se distingue par une production exclusive de bière non pasteurisée. La bière non pasteurisée est celle que l’on trouve dans les cafés « à la pression » (adjonction de gaz carbonique dans le fût, au fur et à mesure que le niveau baisse, pour éviter que la bière ne se dénature) ; et parfois en bouteille, mais uniquement dans les régions de production (car elle ne se conserve pas longtemps). Une telle bière, à condition d’être gardée puis servie dans des conditions idéales (tuyaux propres, fûts toujours vidés rapidement) est la préférée des amateurs.
En 2000, la Brasserie Familiale d’Humpolec devient une société par actions. Juillet 2001 voit l’arrivée d’un partenaire financier, le belge Duvel Moortgat.
La brasserie produit des bières blondes, demi-blondes et brunes, toutes non pasteurisées.
La plus connue est la Bernard, réputée pour ses délicates notes de malt.